# جو ويلكينسون (لاعب كرة قدم)
جو ويلكينسون (بالإنجليزية: Joe Wilkinson)‏ (8 ديسمبر 1934 في المملكة المتحدة - 11 فبراير 2007 في المملكة المتحدة) هو لاعب كرة قدم بريطاني في مركز حراسة المرمى. لعب مع برادفورد سيتي ونادي بيرنلي ونادي هارتلبول يونايتد ووست أوكلاند تاون ‏.